# آفرینش آدم
آفرینشِ آدم یک فرسکو و نقاشیِ معروفی از میکل‌آنژ است که بر روی سقف کلیسای سیستین، اقامتگاهِ رسمیِ پاپ در واتیکان دیده می‌شود. این اثر که چهارمین قاب بر روی سقفِ مشبک این کلیسای کوچک است به سالِ ۱۵۱۱ میلادی توسط میکل‌آنژ، نقاش، پیکرتراش، معمار و شاعر ایتالیایی کشیده شده‌است.

## آفرینشِ آدم بر پایه داستان‌های انجیلی
در آفرینش آدم، یکی از داستان‌های انجیل از کتاب آفرینش دیده می‌شود که در آن خدا با دمی حیات بخش به آدم زندگی می‌بخشد.

## نکاتِ نقاشیِ آفرینشِ آدم
در این نقاشی، آدم در گوشه‌ای لمیده و به نظر می‌رسد که خداوند تازه روح را در وجودش دمیده باشد. در برابرِ آن، حوا در حالی که دستِ خداوند را به دورِ گردنِ خود دارد، در گونه‌ای از امنیت و آسایش است، اما کنجکاوانه به آدم می‌نگرد. این تابلو، دارای جنبه‌های باورِ مسیحی و فلسفی می‌باشد.

### نمای بُرش مغز انسان
با کمی دقت می‌توان از نیمه راست تصویر، برشی عرضی از مغز انسان با جزئیاتی قابل توجه را تشخیص داد که نشان‌دهنده تسلط بالای نقاش بر آناتومی بدن انسان است همچنین موضوع این فرسکو می‌تواند گویای این باشد که به عقیده نقاش " خدای هر فرد در مغز اوست". این اثر به همراه سایر بخش‌های کتاب آفرینش (پیامبران، ساحره لیبیایی، زاخاریاس و ...) بر روی سقف کلیسا در دهه هشتاد میلادی بازسازی شدند.

## نگارخانه
- آدم؛ مردی اصلاح کرده با موهای قهوه ایِ کوتاه شده و بدنی کمال یافته
- دستان؛ دستِ خداوند و دستِ آدم(شبیه اتصال عصب مغز به جسم)
- خداوند؛ مردی با موهای سپیدِ بلند، ریشِ پُرپشت و بدنی بزرگ و تنومند